# Smicridea obesa
Smicridea obesa är en nattsländeart som beskrevs av Banks 1938. Smicridea obesa ingår i släktet Smicridea och familjen ryssjenattsländor. Inga underarter finns listade i Catalogue of Life.